# François Joubert-Caillet
François Joubert-Caillet, né en 1982 à Paris, est un gambiste, fondateur de l'ensemble L'Achéron, spécialisé notamment dans la musique ancienne, en particulier celle de Marin Marais dont il enregistre l'intégrale des pièces de viole.

## Biographie
François Joubert-Caillet étudie la viole de gambe à la Schola Cantorum de Bâle avec Paolo Pandolfo, avec qui il étudie également l'improvisation musicale, ainsi qu'avec Rudolf Lutz. Il remporte le Premier Prix  et le Prix du Public au Concours international de musique de chambre de Bruges. Il donne des concerts et des classes de maîtres en Europe, Asie et Amérique latine. François Joubert-Caillet dirige L’Achéron, ensemble avec lequel il se produit dans diverses formations, en particulier le consort de violes.
François Joubert-Caillet est nommé professeur de viole de gambe la Schola Cantorum de Bâle en succession à Paolo Pandolfo le 7 décembre 2024.

## Discographie
François Joubert-Caillet a enregistré avec son ensemble L'Achéron, pour le label Ricercar, l’intégrale des pièces pour viole de Marin Marais (20 CD, parution achevée en novembre 2023). Il participe également à des enregistrements pour Arcana, Harmonia Mundi, Naive et Winter & Winter.
- Johannes Schenck, Le Nymphe di Rheno - avec Wieland Kuijken (août 2012, Ricercar) (OCLC 857678682)
- Anthony Holborne, The Fruit of Love, Ricercar, 2014 (OCLC 906565302)[2].
- L'art orphique de Charpentier et Purcell, Chantal Santon-Jeffery, soprano, Violaine Cochard, clavecin, François Joubert-Caillet, viole de gambe. CD agOgique. AGO019 (2014).
- Samuel Scheidt, Ludi Musici - L'Achéron (avril 2015, Ricercar) (OCLC 928653910)
- Johann Bernhard Bach, Ouvertures - L'Achéron (mars 2016, Ricercar) (OCLC 965715312)
- Marin Marais, Premier Livre de Pièces de Viole, 1686 (septembre 2014-mai 2015, 4 CD Ricercar) (OCLC 989719569) — Diapason d'or. « Choc » Classica
- Orlando Gibbons, Fancies - L'Achéron (avril 2017, Ricercar) (OCLC 1013817218)
- John Dowland et Socrates Sinopoulos - Socrates Sinopoulos, lyre grecque ; L'Achéron (15-17 juillet 2018, Ricercar) (OCLC 1117777069)
- Marin Marais, Deuxième Livre de Pièces de Viole, 1701 (2018, 5 CD Ricercar) (OCLC 1124563491) — Diapason d'or. « Choc » Classica Diapason d’or
- Marin Marais, Troisième Livre de Pièces de Viole, 1711 (2021, 4 CD Ricercar) Diapason d’or
- Marin Marais, Quatrième Livre de Pièces de Viole, 1717 (2021, 4 CD Ricercar)
- Marin Marais, Cinquième Livre de Pièces de Viole, 1725 (2023, 3 CD Ricercar)
- Philipp Heinrich Erlebach, Sonates en trio, intégrale - L'Achéron : Marie Rouquié, violon, violon piccolo ; Yoann Moulin, clavecin et orgue ; Miguel Henry, archiluth ; Sarah van Oudenhove, basse de viole ; dir. François Joubert-Caillet et basse de viole (avril 2018, Ricercar)[3] (OCLC 1083899705).
- A Consort's Monument (2020, Ricercar)